# First Rays of the New Rising Sun
Albums de Jimi Hendrix
Band of Gypsys
(1970) South Saturn Delta
(1997)
Albums posthumes de Jimi Hendrix
Voodoo Soup
(1995) Experience Hendrix: The Best of Jimi Hendrix
(1997)
Singles
1. Stepping Stone / Izabella
Sortie : 13 avril 1970
2. Freedom / Angel
Sortie : 8 mars 1971
3. Angel / Night Bird Flying
Sortie : avril 1971
4. Dolly Dagger
Sortie : octobre 1971

First Rays of the New Rising Sun est un album posthume du musicien de rock américain Jimi Hendrix sorti le 22 avril 1997 chez MCA Records. Première publication supervisée par Experience Hendrix - une entreprise familiale qui a repris la gestion de son héritage d'enregistrement - il comporte des chansons principalement destinées à son quatrième album studio prévu. Il s'est classé aux États-Unis, au Royaume-Uni et dans quatre autres pays.
La quasi-totalité des chansons ont été enregistrés en 1970 dans les nouveaux studios Electric Lady à New York avec l'ancien batteur du Jimi Hendrix Experience Mitch Mitchell et du bassiste Billy Cox, qui avait joué pour Band of Gypsys (1970). Initialement prévu en double, voire triple album pour une parution vers Noël 1970, l'album ne parait officiellement qu'en 1997. Pourtant, toutes les chansons avaient déjà été publiées sur les premiers albums posthumes d'Hendrix The Cry of Love (1971), Rainbow Bridge (1971), et War Heroes (1972).

## Historique

### Contexte

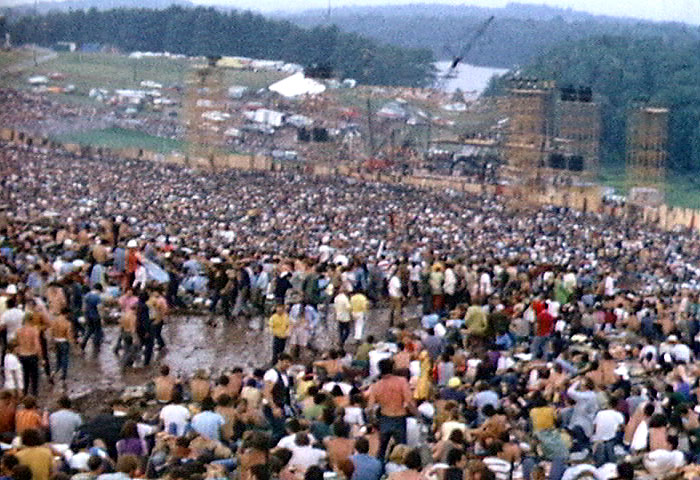
Jimi a joué au Festival de Woodstock le lundi 19 août 1969 avec son groupe éphémère Gypsys Sun & Rainbows.

Après avoir fini le double album Electric Ladyland en 1968, The Jimi Hendrix Experience enchaine les tournées tout en passant beaucoup de temps à enregistrer en studio. Les sessions à rallonge de Electric Ladyland ont eu raison de son producteur Chas Chandler qui démissionne, et aussi aggravé les relations entre Hendrix et le bassiste Noel Redding. Redding quitte le groupe fin mai 1969 après le concert à Denver.
Pendant l'été 1969, le guitariste lance un nouveau groupe intitulé Gypsy Sun and Rainbows avec son ami le bassiste Billy Cox qu'il a connu à l'armée, et le fidèle batteur de l'Experience Mitch Mitchell, accompagnés de trois autres musiciens. La formation joue au festival de Woodstock dont l'interprétation de l'hymne américain est historique. Malgré cela, le groupe se sépare après une série de sessions studios au Hit Factory à New York (dont est enregistré une première version de Izabella), car il ne progressait pas musicalement.
En parallèle, Hendrix vit une période de doutes, car en dehors du fait qu'il est quasiment en tournée, et que ses nouveaux projets n'aboutissent pas, il connait également des problèmes sentimentaux, de drogues, les rapports malsains avec le manager Michael Jeffery qui demande un nouvel album et la pression de la célébrité.

### Premières sessions avec le Band of Gypsys

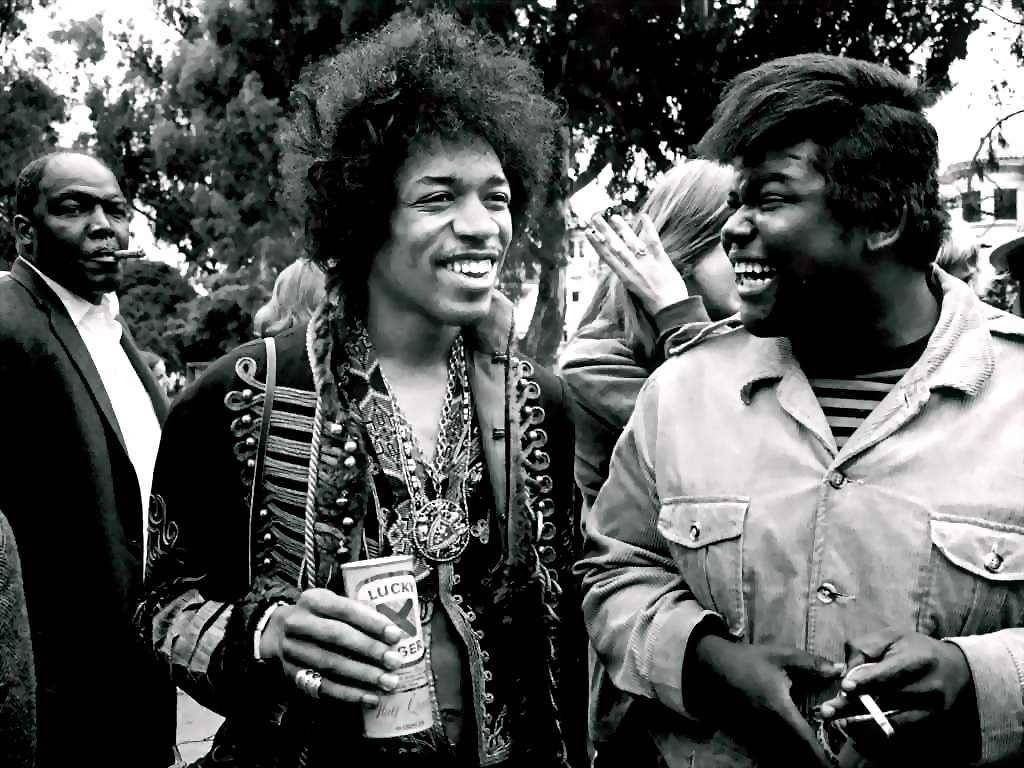
Jimi Hendrix et Buddy Miles

Au mois d'octobre, Jimi Hendrix forme un nouveau trio, le Band of Gypsys avec Billy Cox à la basse et Buddy Miles à la batterie. Ce dernier a déjà joué avec Hendrix sur les morceaux Rainy Day, Dream Away/Still Raining, Still Dreaming de l'album Electric Ladyland.
Cox et Miles ont envie d'enregistrer un disque avec Hendrix et Michael Jeffery estime que le concert prévu au Fillmore East de New York pourrait donner lieu à l'album live homonyme. Le trio commence à jammer et enregistrer des démos, tout en répétant aux studios Juggy Sound avant d'enregistrer des démos aux studios Record Plant. Durant ces sessions sont enregistrées les chansons Room Full of Mirrors le 17 novembre 1969, puis Ezy Ryder un mois plus tard le 18 décembre 1969 et Earth Blues le lendemain. Les répétitions se poursuivent aux studios Baggy's du 18 au 23, puis du 26 au 29 décembre, avant les concerts du nouvel an pour l'album live. Des enregistrements réalisés aux studios Baggy's sur lesquels apparaissent des versions préparatoires de certaines chansons de Band of Gypsys ont été édités en bootleg officiel en 2002 sous le titre The Baggy's Rehearsal Sessions.
Après les concerts du nouvel an au Fillmore East, le trio retourne en studio pour jammer et travailler de nouvelles chansons pour de nouvelles sorties et de nouveaux concerts. Durant ces sessions sont enregistrées les chansons Stepping Stone le 7, 17 et 20 janvier 1970, et Izabella le 17 janvier 1970. Mais les chansons enregistrées par le Band of Gypsys ne sont pas encore terminées et le groupe se sépare début février 1970 après le fiasco du concert à Madison Square quelques jours plus tôt.
En dehors de l'album live homonyme qui sort le 25 mars 1970 chez Capitol Records pour libérer toute obligation contractuelle, seules les deux dernières chansons évoques sortent en single en avril suivant au nom de "Hendrix Band of Gypsys", mais le guitariste le fait retirer de la vente, n'étant pas satisfait de son travail. Il les terminera par la suite en juin. Jimi passe beaucoup de temps à son appartement de Greenwich Village à commencer à écrire son prochain album studio.

### Reformation de l'Experience pour la tournéeThe Cry of Love

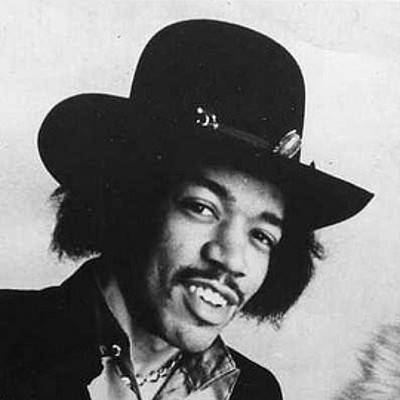
Jimi Hendrix retrouve en 1970 l'énergie créatrice qu'il avait deux ans plus tôt (ici en photo).

Le concert donné le 25 avril 1970 au L.A. Forum marque le retour de Jimi Hendrix sur le devant de la scène : c'est la première de ce qui s’avérera son ultime tournée américaine (le Cry of Love Tour). Première d'autant plus importante que c'est avec un nouveau groupe que Jimi Hendrix se présente : si Billy Cox est toujours à la basse, Mitch Mitchell est de retour à la batterie. Contrairement à ce que l'interview donnée en février 1970 à John Burks aurait pu faire croire, Jimi Hendrix n'a pas reformé l'Experience avec ses membres d'origine. Le nom de cette formation est d'ailleurs toujours sujet à caution ; « The Jimi Hendrix Experience » selon Billy Cox, « Cry of Love Band » pour d'autres, Jimi Hendrix semble n'avoir jamais véritablement clarifié ce point.
Le rythme de cette tournée, autrement raisonnable que celui des tournées précédentes, n'est pas étranger à la qualité tant des sessions studio que des concerts. Les critiques, biographes et journalistes tendent à décrire cette tournée dans des termes pour le moins mitigés. Pourtant, ainsi que John McDermott le souligne dans Setting The Record Straight, la tournée américaine de 1970 marque le retour d'une grande créativité. Selon Billy Cox, Hendrix n'arrêtait pas de setlists précises : il se contentait de préciser uniquement les premiers titres qu'ils allaient jouer. Le répertoire du groupe est d'ailleurs nettement moins stéréotypé que celui de l'Experience. Le concert du 4 juillet 1970 au festival d'Atlanta est une réussite avec le plus grand nombre de spectateurs de sa carrière (500 000 selon les sources), tandis que celui du 1er août à Honolulu est le dernier de son vivant sur le territoire américain.
Cette tournée marque aussi une reprise en main de sa carrière : Hendrix enregistre en une semaine son nouvel album studio et se produit en concert le week-end, afin de financer les travaux de construction de l'Electric Lady, son propre studio (à parts égales avec Mike Jeffery). En attendant, le groupe part donc répéter au Record Plant Studios bien connu du guitariste pour travailler diverses chansons, que le guitariste avait accumulées depuis plus de neuf mois, en vue du prochain album, avant d'aller enregistrer dans le tout nouveau studio de Jimi à partir de mi-juin.

### Enregistrement au studio Electric Lady

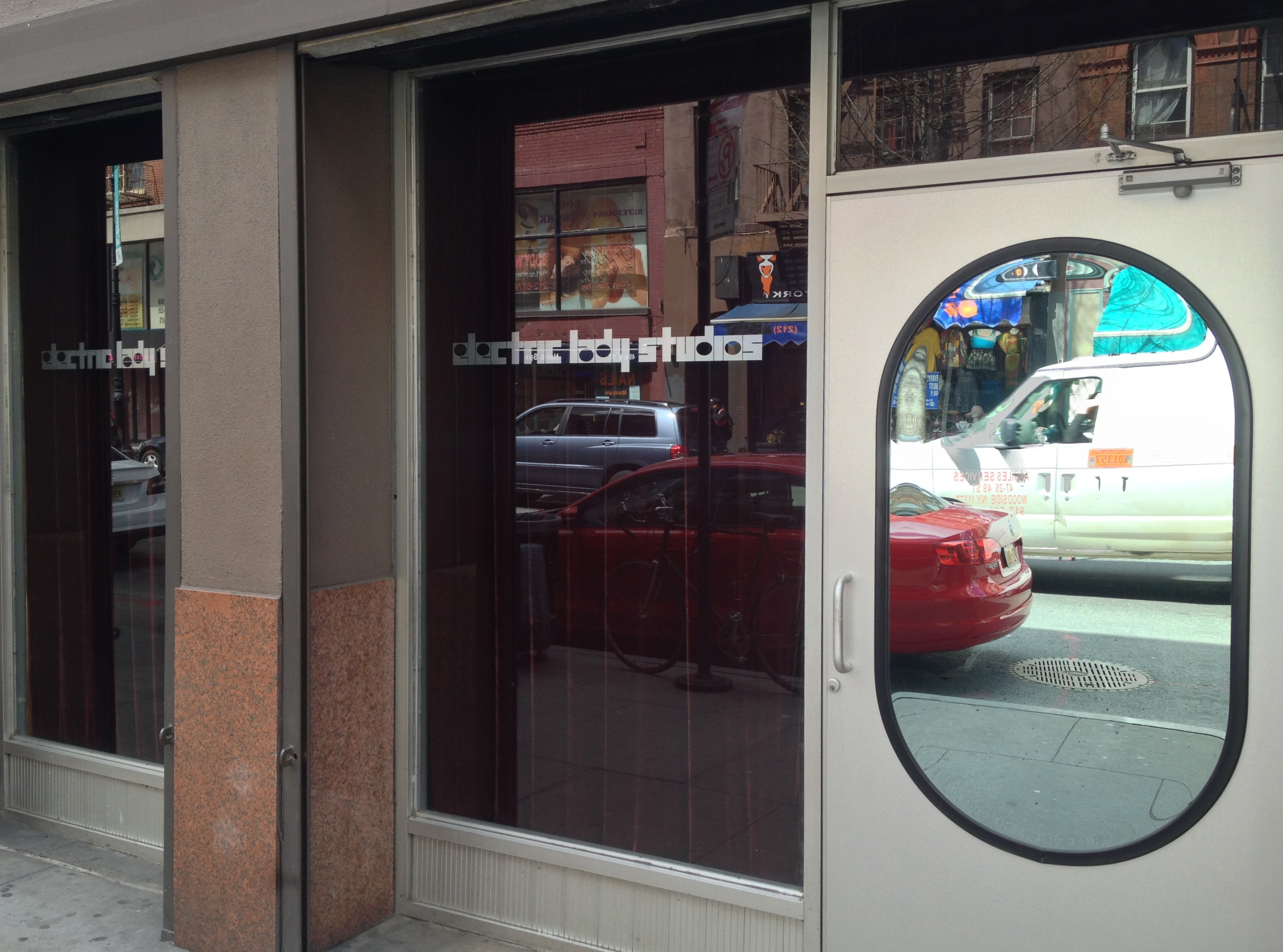
Le studio conçu par Jimi, Electric Lady Studio en 2013.

L'histoire du studio remonte à 1968 lorsque Jimi Hendrix et Michael Jeffery achètent le club The Generation récemment fermé au 52th W 8th St. dans le quartier de Greenwich Village à New York, où le guitariste avait multiplié les jam sessions et où avaient joué aussi bien B. B. King, Big Brother and the Holding Company, Chuck Berry et Sly and the Family Stone. À l'origine, le guitariste avait l'intention d'ouvrir son propre club. Mais en 1969, le temps passé en studio commence à revenir très cher sachant que les sessions ne sont pas fructueuses (souvent des chansons inachevées ou des jams informels). Ainsi, le projet d'ouvrir son propre club à New York s'est transformé en studio d'enregistrement avec l'appui de l'ingénieur du son Eddie Kramer, qui voulait que Jimi possède un lieu à la mesure de ses ambitions artistiques, et sous l'égide de l'architecte et acousticien John Storyk, qui en a conçu les moindres détails. C'est à Lance Jost qu'a été confiée la décoration : une ambiance de science-fiction, destinée une fois encore à stimuler l'imagination du guitariste et compositeur.
Comme l'explique Eddie Kramer, la finalité première des studios était de permettre à Jimi de travailler à sa convenance, dans le meilleur environnement possible, loin des studios aseptisés alors en vogue. Le studio A est conçu pour être utilisé comme l'espace créatif personnel du guitariste ; un environnement inspirant où il pourrait développer sa musique du stade de démo jusqu'au mixage final, avec une bonne équipe technique en soutien et le meilleur équipement disponible. Le guitariste dispose d'un clavier de contrôle éclairant les murs, recouverts d'une moquette banche, de la couleur qu'il souhaite, selon son humeur. Le second studio, le B, ne sera pas entièrement fini avant la mort du guitariste.
Les premiers essais techniques et acoustiques sont effectués fin mai 1970, la toute première mise en service a lieu le 8 juin durant laquelle Jimi et Eddie Kramer se contentent de tester le matériel. Ce n'est qu'à partir du 15 juin que le groupe de Jimi Hendrix enregistre pour la première fois ensemble au studio. L'endroit est un havre de paix propice à assurer une continuité créative, mais aussi un endroit où il pouvait se poser. Kramer met en place des règles strictes suivantes : plus de drogues et d'invités dans le studio. Cruelle ironie, Jimi Hendrix ne travaillera que dix semaines dans les studios qui portent le nom de son troisième album.

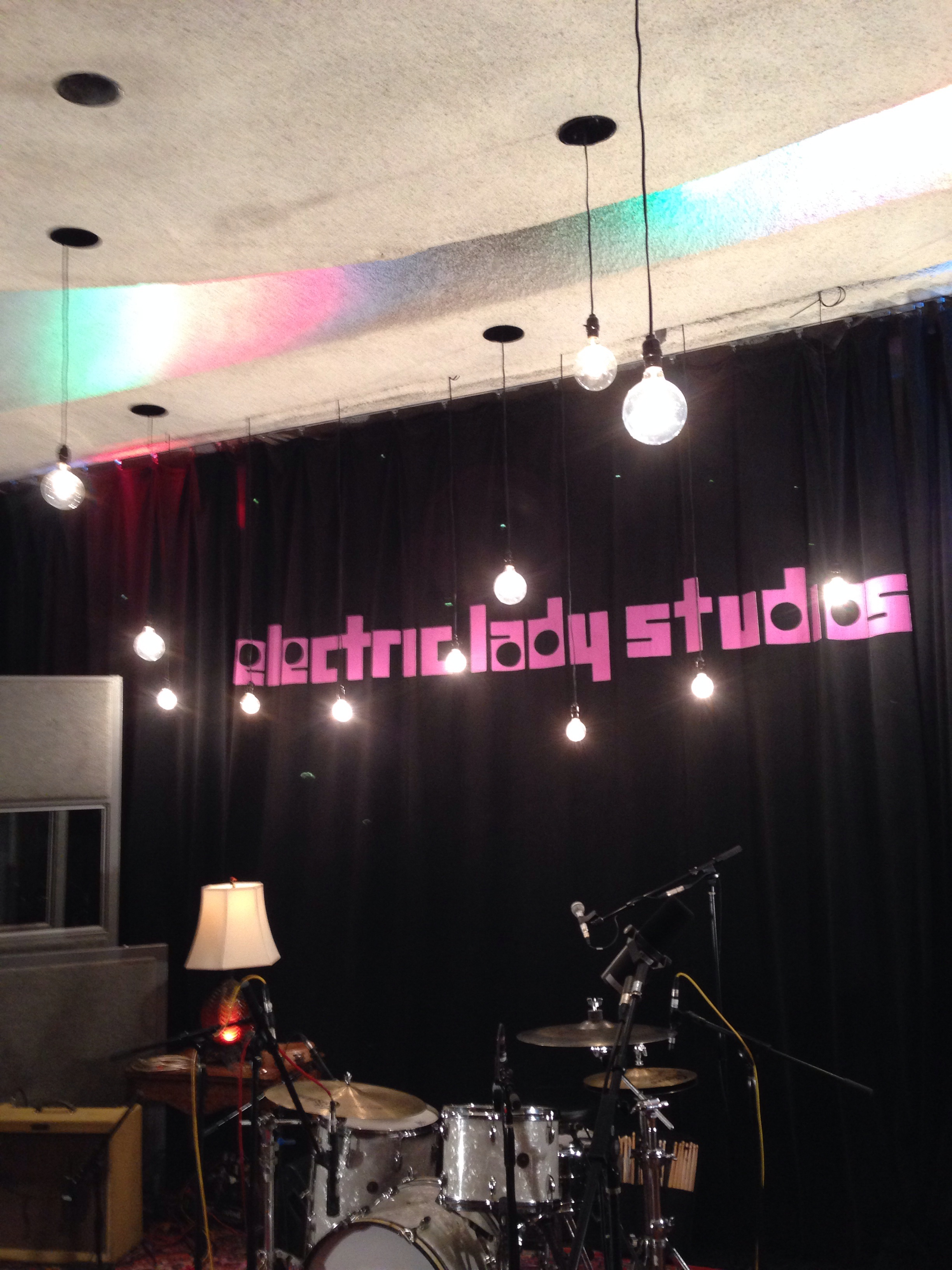
Les sessions se sont déroulés dans le studio A du Electric Lady (ici en photo).

Selon la plupart des témoignages, Hendrix aborde les séances avec plus de sérieux que par le passé, même si ses sautes d'humeur, son rapport malsain avec son manager Jeffery et sa relation avec Devon Wilson compliquent parfois leur bon déroulement. Mitch Mitchell ne partage pas son point de vue :

« J'ai entendu dire qu'au moment où [l'Electric Lady] a ouvert, il en avait marre d'enregistrer et de travailler, mais ce n'est pas vrai : c'était un rêve pour lui d'avoir son propre studio. »

— Mitch Mitchell.
Pourtant Jimi traverse bien une mauvaise période : ses relations amoureuses tumultueuses, son rapport malsain avec son manager Jeffery, ses problèmes de drogues et une insatisfaction artistique grandissante le dépriment, le fatiguent et l'étouffent de sa créativité habituelle. Mais heureusement, après des mois de doutes artistiques, Hendrix retrouve son inspiration et progresse dans la création de son quatrième album studio.
Malgré le manque de rémunération pour les sessions, Hendrix est principalement accompagné par les membres actuels de l'Experience, à savoir Mitch Mitchell à la batterie, et Billy Cox à la basse. Mitchell a même dû convaincre Jeffery pour obtenir des redevances et des recettes de tournée et peut-être qu'il n'est pas emballé de travailler sur de nombreuses chansons sur lesquels les parties de batteries étaient déjà enregistrées par Buddy Miles du temps du Band of Gypsys. Mais heureusement Mitchell arrive à retrouver l'esprit créatif en travaillant sur l'album, tout comme le fidèle Cox (que Mitch trouve trop sérieux). Alors que les sessions se déroulent en semaine, le trio se produit sur scène le week-end.
Les sessions comme celles du 1er juillet 1970 (avec l'enregistrement des chansons tels que Hey Baby (New Rising Sun)) montrent son renouveau artistique. Sa musique est nettement plus rythmique, plus composée. Hendrix l'architecte prend le pas sur Hendrix l'instrumentiste. La guitare sert le discours, et non l'inverse. Toutefois, pas au point qu'il reste inactif et improductif, puisqu'il enregistrera au moins une trentaine de morceaux avant sa mort. Jimi profite de ces sessions pour achever les chansons enregistrées avec le Band of Gypsys en réenregistrant les instruments, au prix d'un changement de batteur avec le remplacement du jeu d'origine de Buddy Miles par celui de Mitch (seuls Ezy Ryder et Room Full of Mirrors contiennent encore la piste de batterie de Buddy Miles dans la version finale).Eddie Kramer est également enthousiaste, lui qui a convaincu Hendrix de bâtir le plus somptueux studio de son époque. Il faut dire que c'est une merveille. Les studios A et B sont équipées de consoles Datamix (comme le studio Record Plant) avec 48 entrées, 24 sorties, 24 bus sur chacune des tranches un égaliseur graphique, un équipement innovant pour l'époque.
Une fois la tournée terminée, la formation passe l'essentiel de la seconde quinzaine d'août aux studios Electric Lady, où le rythme de travail s'intensifie pour l'avancement et l'enregistrement de diverses chansons, que le guitariste avait accumulées depuis plus de neuf mois. Hendrix et son équipe ont rapidement montré beaucoup de progrès dans la réalisation du nouvel album, de sorte que le temps de studio en août 1970 soit presque exclusivement utilisé pour les sessions de mixages et d'ajouts pour finaliser les chansons enregistrées.
Du 20 au 24 août, se déroule la dernière série de sessions d'enregistrement durant laquelle Jimi Hendrix va achever au mieux et mixer de nombreuses chansons : Freedom, Room Full of Mirrors, Dolly Dagger, Drifting, Straight Ahead et In From the Storm le 20 août, puis Night Bird Flying, Ezy Ryder, Beginnings, Astro Man et Belly Button Window, et enfin Dolly Dagger et In From the Storm le 24 août. Les autres chansons sont avancées pour la dernière fois le 26 juin 1970 pour Izabella, Stepping Stone et Earth Blues, puis le 1er juillet 1970 pour Hey Baby (New Rising Sun) et enfin Angel le 23 juillet 1970. Durant les sessions de deux mois allant de juin à août, de nombreuses autres chansons y ont été également travaillées, dont la plupart resteront à l'état d'ébauches (une grande partie d'entre elles se retrouveront sur divers albums posthumes dans les décennies à venir).
Le 26 août 1970, Jimi Hendrix donne une fête d'inauguration de son studio Electric Lady. À ce moment-là, le guitariste a enregistré plus d'une trentaine de chansons, dont quatre chansons achevées (avec le mixage définitif) sont présentées à la fête. Ce jour-là, le guitariste et Kramer approuvent le pressage test du projet de single Dolly Dagger / Night Bird Flying (mastérisé également ce jour-là) qui sera annulé avec sa mort. C'est également ce jour-là que le guitariste se trouve en studio pour la dernière fois de sa vie. En effet, le lendemain la formation part dans une tournée européenne (pour financer les travaux du studio) de laquelle le guitariste ne reviendra pas car il meurt trois semaines plus tard à Londres,,. Jimi Hendrix n'aura plus l'occasion de continuer à travailler sur l'enregistrement de son nouvel album.
Après le départ du guitariste, les studios sont fréquentés par un grand nombre d'artistes tels John Lennon, David Bowie, Led Zeppelin, Stevie Wonder, Patti Smith ou encore The Rolling Stones, ainsi que le groupe français Téléphone (l'album Au cœur de la nuit), pour n'en citer que quelques-uns. Quant à Eddie Kramer, il sera chargé de la direction des enregistrements jusqu'en 1974.

### Mort de Jimi Hendrix et premières publications posthumes

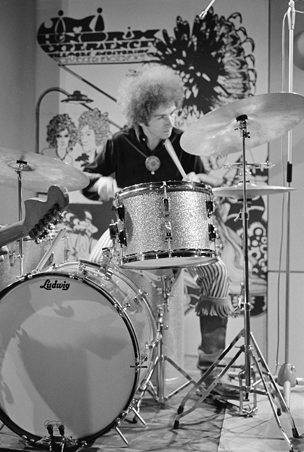
Mitch Mitchell (ici en 1967), fidèle batteur de Hendrix depuis ses débuts (à l'exception du Band of Gypsys) a finalisé certaines chansons après la mort du guitariste avec l'ingénieur du son Eddie Kramer.

Le 18 septembre 1970, Jimi Hendrix meurt à Londres. Conséquence directe : il n'apportera pas la touche finale de son quatrième album studio tant attendu. En effet, Electric Ladyland était sorti deux ans auparavant, à une époque où les artistes majeurs publiaient tous au minimum un album par an. Jimi n'ayant pas laissé de testament, c'est son père Al Hendrix qui hérite tous ses biens et laisse la supervision des albums posthumes à Michael Jeffery. Ce dernier décide d’oublier le concept original du double album pour sortir les enregistrements des sessions prévu pour First Rays of the New Rising Sun sur deux albums distincts en 1971 : The Cry of Love et Rainbow Bridge.
À la demande de Jeffery, Eddie Kramer et Mitch Mitchell finalisent certaines chansons. Le batteur en profite pour réenregistrer la batterie à diverses reprises, dont Angel le 23 octobre 1970 et Drifting. Quant à la chanson Drifting, outre le fait que la batterie est réenregistrée (dont le jeu de cymbale en introduction est à souligner), Mitch et Eddie invitent le musicien Buzzy Linhart à enregistrer le 20 novembre 1970 une partie de vibraphone, dans le respect des intentions de Hendrix qui hésitait entre un vibraphone ou une autre guitare rythmique avant de finaliser son mixage le 2 décembre. Enfin la chanson In From the Storm est définitivement mixée le 29 novembre 1970. Pour l'album The Cry of Love, Jeffery sélectionne neuf chansons issues des dernières sessions de l'artiste dont les trois finalisées après sa mort (Angel, Drifting et In From the Storm), auxquels il rajoute My Friend, un titre enregistré au Sound Center le 13 mars 1968 (au milieu des sessions de l'album Electric Ladyland) avec d'autres musiciens. La démo de Belly Button Window datant du 22 août 1970 avec Jimi seul est incluse sans modifications. Il écarte donc les titres Dolly Dagger et Room Full of Mirrors pour les utiliser sur Rainbow Bridge quelques mois plus tard.
Pour le second album, l'ancien manager fait passer le disque pour la bande son du documentaire homonyme du concert du guitariste à Maui le 30 juillet 1970, mais n'ont en commun que le titre, car le manager a obtenu une rallonge de la Warner pour financer les studios Electric Lady. C'est à l'occasion de la préparation de la sortie de ce disque que les chansons Earth Blues et Hey Baby (New Rising Sun) sont mixées 12 mai 1971 par Eddie Kramer et John Jansen. En dehors des quatre titres, l'album contient également une jam issue des sessions à l'Electric Lady (Pali Gap), deux inédits datant de 1968 à mi 1969 et un titre inédit interprété en concert. Ces deux albums rencontrent le succès (en particulier The Cry of Love, même si Rainbow Bridge ne démérite pas). Mais les parutions des albums posthumes suivants sont de moindre qualité et rencontrent un accueil plus froid, à commencer par War Heroes en 1972 (qualifié de fonds de tiroir par Kramer) qui contient les nouvelles versions de Beginning, Stepping Stone et Izabella terminées pendant les dernières sessions. En 1973, le dernier album posthume de Jeffery Loose Ends non sorti aux États-Unis ne comporte que la reprise de Bob Dylan Drifter's Escape (non utilisée pour l'album en 1997) en dehors des ébauches non abouties.
Mais le 5 mars 1973, Jeffery trouve la mort dans la collision aérienne de Nantes. Al Hendrix confie le contrôle discographique au producteur Alan Douglas jusqu'en 1995. Alan avait été directeur du département jazz de United Artists Records, ce qui lui avait valu de travailler avec des artistes comme Duke Ellington, Max Roach et Charles Mingus. Il avait été l'ami et le conseiller de Jimi lorsque celui-ci avait formé le Band of Gypsys, ce qui l'avait amené à coproduire avec Stephan Bright les sessions de répétitions du groupe en novembre 1969, mais sans grand résultat. Début septembre 1970, il était évoqué par Jimi pour remplacer Jeffery comme manager.
Dans les années 1990, Alan Douglas publie un nouvel album studio (Blues) et décide de remplacer The Cry of Love par Voodoo Soup. Cette publication qui est une tentative de finalisation de l'album inachevé provoque une nouvelle controverse auprès des amateurs du guitariste. Pour ces deux publications, Alan Douglas utilise les méthodes numériques qui permet de remplacer une partie manquante de chanson par une autre partie de la même. Voodoo Soup sera le dernier album publié par Douglas qui perd les droits quelques mois plus tard au profit de Al Hendrix.

## Parution et réception
L’héritage discographique officiel de Jimi Hendrix a connu trois périodes :
- La période Michael Jeffery, de 1970 à 1973 ;
- La période Alan Douglas, de 1974 à 1995 ;
- La période Experience Hendrix LLC depuis lors.

Si les deux premières décennies présentent une certaine continuité (au moins en Europe, où la première vague de rééditions CD reprend, à quelques exceptions près, l’existant), les années 1990 marquent une volonté de remise en ordre du patrimoine. En 1995, le père de Hendrix (Al) et sa demi-sœur adoptive (Janie) reprend le contrôle de l'héritage musicale en créant la société Experience Hendrix LLC et décident de recourir aux services d'Eddie Kramer et de l'archiviste John McDermott.
La reprise en main du catalogue par la famille (Experience Hendrix LLC) se traduit ainsi le 22 avril 1997 par la réédition des quatre albums sortis du vivant de Hendrix, ainsi que de First Rays of the New Rising Sun, qui remplace ainsi Voodoo Soup, mais aussi The Cry of Love dans le rôle du quatrième album studio de Jimi Hendrix.
Lorsque First Rays of the New Rising Sun sort en 1997, il se classe à 49e place du Billboard 200 aux États-Unis, et au 37e rang des charts britanniques. En 2010, l’album est remastérisé et réédité par Sony Legacy, le 8 mars au Royaume-Uni et le 9 mars aux États-Unis.
Selon Robert Christgau dans Blender, First Rays of the New Rising Sun est la réinvention de Kramer du projet du double album de Hendrix, qui n’était pas aussi remarquable musicalement que son dernier album studio Electric Ladyland (1968) et « pas trop profondément lyrique ». Néanmoins, Christgau considère l'album comme un successeur approprié au disque The Cry of Love de 1971, aussi bien qu'une "collection puissante d'un génie dont l'écriture ne cesse de grandir et dont les solos déçoivent rarement." Sean Murphy de PopMatters croit que l'album est plus réussi que The Cry of Love dans la réalisation de la vision d'Hendrix. Il souligne la "présence libératrice" du bassiste Billy Cox, le jugeant une amélioration par rapport à Noel Redding. Selon Murphy, Cox a permis au groupe de "s’entendre et de pourchasser le guitariste comme il s’élève au-dessus, autour et en dessous d’eux". Rolling Stone a qualifié l’album de "une missive cosmique cohésive", écrivant qu'il "éclaire ce qui aurait été une phase de transition pour Hendrix".

## Caractéristiques artistiques

### Analyse du contenu

#### L'album dans son ensemble
Au moment de sa mort en 1970, Hendrix travaillait sur suffisamment de chansons pour un double, voire un triple album, avec un titre proposé First Rays of the New Rising Sun,,. Le public rock avait beaucoup évolué depuis 1967, et l'année 1970 connut deux triples albums dont le succès fut considérable (l'album consacré au Festival de Woodstock, appelé Woodstock: Music from the Original Soundtrack and More, et le All Things Must Pass de George Harrison). Les chansons étaient à différents stades de développement, avec seulement environ six considérées comme achevées. En 1996, Eddie Kramer, fidèle ingénieur du son de Hendrix, et le batteur Mitch Mitchell ont sélectionné 17 de ce qu'ils estimaient être les meilleurs morceaux, qui ont d'abord été publiés sur The Cry of Love, Rainbow Bridge, et War Heroes. Des années 1970 aux années 1990, les chansons sont également apparues sur d'autres compilations posthumes supervisées par le producteur Alan Douglas, qui a remplacé les jeux de Mitchell, Cox et Miles par des nouveaux enregistrements avec des musiciens de sessions. Comme The Cry of Love, il comprend l'enregistrement de My Friend datant de 1968, tandis que les 16 autres titres étaient plus clairement destinés à l'album.
Pour l'album de 1997, Kramer a plutôt utilisé les enregistrements originaux mastérisés et séquencé les chansons pour réaliser les plans de Hendrix au mieux de ses capacités. Il a sélectionné les pistes en fonction de leur niveau d'achèvement original et des notes personnelles de Hendrix.

« Certains fans d'Hendrix pourraient contester le fait que First Rays of the New Rising Sun soit classé comme une compilation, plutôt que comme un album studio, consistant uniquement en studio. des enregistrements, la plupart coupés et / ou polis peu de temps avant sa mort en septembre 1970... Pourtant, en fin de compte, ce n'est pas ce que Hendrix aurait publié comme quatrième album. Aucun disque de ce type ne pouvait être compilé à titre posthume, car personne ne sait avec une certitude absolue quelles chansons il aurait incluses, et quel travail de production supplémentaire il aurait pu faire sur celles qu'il avait installées en studio, aussi complètes qu'elles aient pu paraître aux autres. »

— Richie Unterberger, Rough Guide to Jimi Hendrix (2009)
Les deux principaux arguments développés par Experience Hendrix LLC pour promouvoir First Rays of the New Rising Sun étaient alors les suivants : d'une part la qualité audio du nouvel opus est nettement supérieure aux précédentes rééditions car seuls leurs pressages proviennent des enregistrements originaux de première génération, mais surtout, d'autre part, First Rays of the New Rising Sun se rapproche au mieux du projet tel que Jimi Hendrix l'avait véritablement envisagé. Selon Eddie Kramer, c'est la pression de la Warner au début des années 1970 qui explique le fait que le projet initial de Jimi Hendrix ait été éparpillé sur trois albums successifs.
Si certains titres de First Rays of the New Rising Sun étaient virtuellement terminés, Kramer et Mitchell ont eu la tâche de finir ceux qui étaient incomplets en 1970. Certaines séances studio post mortem seront organisées dans cette optique, mais dans le plus grand respect de Hendrix et de ses dernières indications.
Les titres rock présentent une orientation musicale en nette rupture avec Experience, une véritable renaissance. Les ultimes sessions enregistrées lors d'Electric Ladyland montrent un artiste qui a dépassé ses contradictions et sa perte d'inspiration en tant que leader-compositeur post-Electric Ladyland. Après des mois de chaos personnel et de doutes artistiques, Hendrix était de nouveau sur les rails, et travaillait vite et bien. Les sessions comme celles du 1er juillet 1970 montrent clairement ce renouveau artistique. Contrairement aux rocks, les ballades montrent une certaine continuité. Angel est la petite sœur de Little Wing et Drifting, celle de 1983 (y compris harmoniquement).

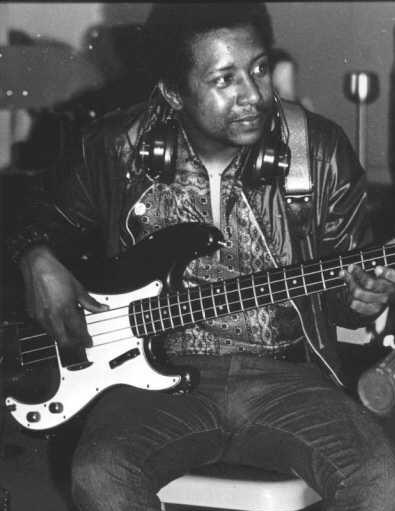
Le bassiste Billy Cox est l'un des artisans de l'évolution sonore de Jimi Hendrix.

Cette musique est nettement plus rythmique, plus composée. Les riffs compliqués s'entremêlent ; la basse devient la colonne vertébrale de tous ces titres : en cela, l'expérience du Band of Gypsys n'aura pas été vaine. Comme Billy Cox le rappelle dans Sessions de John McDermott, tout reposait sur des patterns, qu'on pourrait définir comme étant des motifs musicaux rythmiques allant de la demi-mesure à 4, voire 8 mesures ou plus. L'écoute des titres terminés et de leurs polyrythmies créées via les overdubs est à cet égard éclairante : c'est foisonnant, mais jamais confus.
Mais Jimi Hendrix ne fut pas le seul à évoluer : le jeu de Mitch Mitchell s'est lui aussi considérablement enrichi, devenant plus subtil, s'adaptant et modelant cette nouvelle musique. Il réussit à concilier groove et légèreté, comble habilement les espaces, et relance la machine dès que nécessaire. Il est au sommet de son art, plus proche ici de Tony Williams (la virtuosité flamboyante en moins) que de John Bonham ou Ginger Baker. Les solis de guitare sont plus courts, parfaitement ciselés, et la part d'improvisation est considérablement réduite par rapport à Electric Ladyland. Hendrix l'architecte prend le pas sur Hendrix l'instrumentiste. La guitare sert le discours et non l'inverse.
En 1970, la dichotomie du travail studio et des performances Live est totale. Cela confine presque à la schizophrénie (surtout si on compare Are You Experienced et Live at Monterey, très proches). En studio, Hendrix rejoue cent fois les mêmes lignes jusqu’à atteindre la perfection, alors que sur scène, c'est vraiment l'improvisateur qui prime.

#### Faces A et B
L'album s'ouvre sur Freedom, véritable manifeste de la nouvelle musique de Hendrix : complexe mais avec un groove très marqué. Les 20 versions Live du trio Hendrix/Cox/Mitchell jouées en 1970 montrent l'attachement de Hendrix à cette composition, qu'il mixera avec Eddie Kramer le 24 août 1970. Les nombreuses sessions à l'Electric Lady Studio (25 juin, 14 et 19 juillet, 14 et 20 août 1970) témoignent de la richesse du titre : le trio de base est augmenté des chœurs des Ghetto Fighters (les jumeaux Allen), des congas de Juma Sultan, et d'une partie de piano jouée par Hendrix lui-même, qui élargit habilement les timbres du morceau. Le titre est toutefois coupé : une partie du pont central, systématiquement jouée dans les versions Live est ici absente. Les notes de First Rays of the New Rising Sun indiquent que Jimi comptait rajouter un overdub de quelques secondes. Outre la qualité de l'écriture et de l'interprétation, il y a une étonnante diversité des parties de guitare : rock, blues, jazz, funk... Tous ces styles sont abordés en moins de trois minutes trente.
Rescapé du Band of Gypsys, Izabella possède une excellente ligne de basse jouée par Billy Cox (dont son prédécesseur Noel Redding n'aurait pu assurer). Paru en single en avril 1970, le perfectionniste Jimi n'était pas satisfait de la chanson et la termine aux studios Electric Lady en juin lors des sessions de l'album avec Mitch à la batterie (dont son jeu est renforcé par le groove de la basse). Quant à Jimi, outre le fait qu'il assure ses parties de chants et de guitares rythmiques comme il faut, son excellent solo de guitare rock dès le second couplet a un son très sale et saturé, avec cette intensité et ce feeling à chaque fois surprenants et uniques. Le texte raconte l'amour d'un soldat au Vietnam pour sa chère Izabella et l'espoir d'un jour nouveau.
Night Bird Flying est un autre titre très complexe, surtout dans sa deuxième partie. Une influence de Bob Dylan n'est pas à exclure, tant pour le chant que pour la colonne vertébrale de la composition. En revanche, toute la seconde partie n'appartient qu'à lui : Hendrix dresse un véritable mur de guitares via ses overdubs. C'est un titre virtuellement fini : il est mastérisé le 26 août dans la perspective de le sortir en face B de Dolly Dagger.
Vient ensuite Angel, première ballade de l'album. Le titre devint ensuite le plus connu de l'album, une reprise de Rod Stewart (avec Ron Wood à la guitare) connaissant même un bon succès dans les charts. C'est une composition qui date de plusieurs années : certaines versions embryonnaires seront publiées par Experience Hendrix LLC par la suite. Le jeu de Mitch Mitchell est d'ailleurs plus chargé qu'à l'accoutumée, sans doute pour masquer le côté encore très brut de la prise retenue : le chant n'est accompagné que d'une seule guitare rythmique. Angel est manifestement loin d'être terminé, mais la beauté de la composition militait trop en sa faveur pour ne pas la publier. Enregistrée à l'Electric Lady Studio lors de la séance du 23 juillet 1970, le titre fera l'objet d'une session post mortem le 19 octobre 1970, Mitch Mitchell réenregistrant sa partie de batterie. Il mixera Angel avec Kramer le 12 novembre 1970.

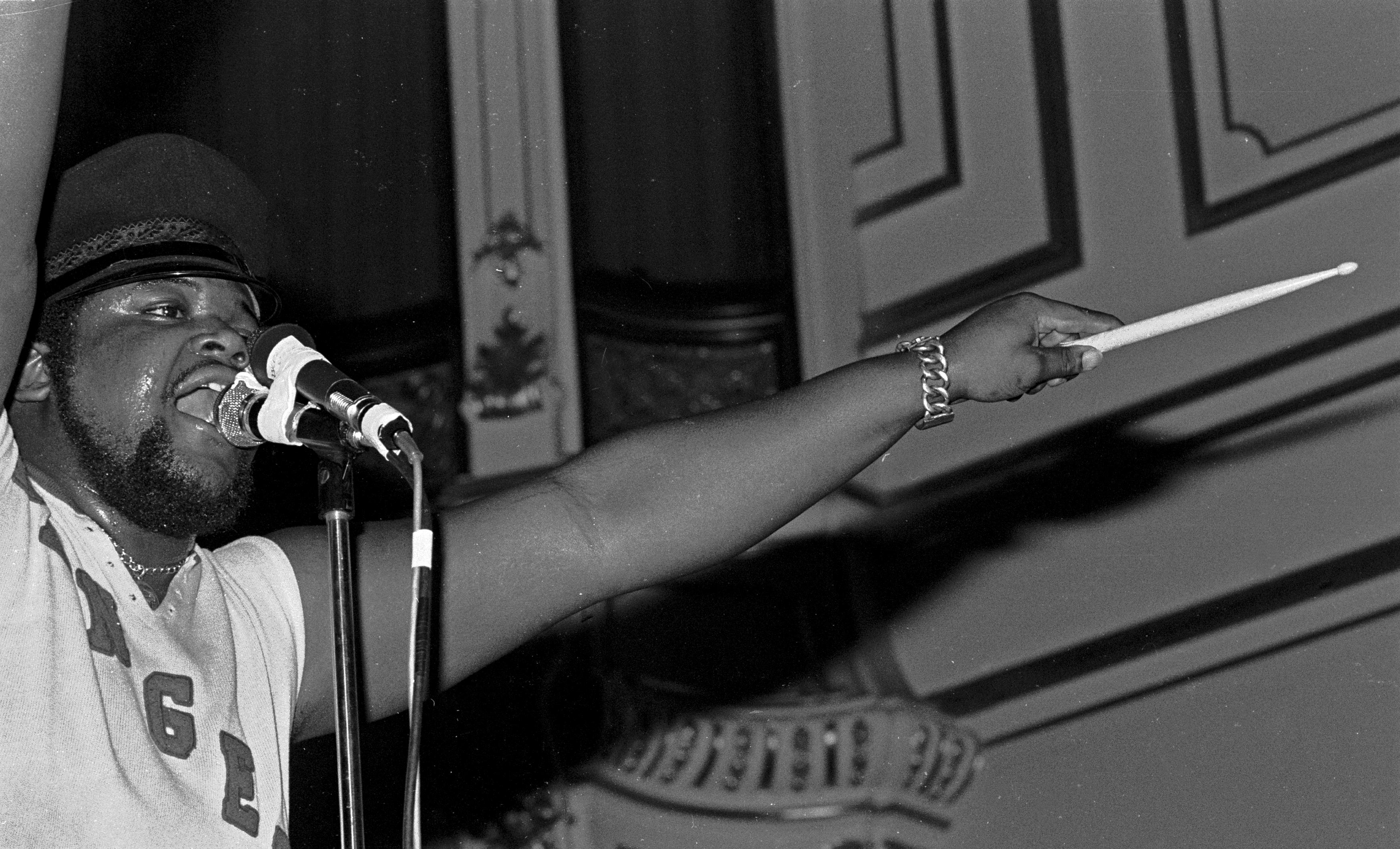
La prestation de Buddy Miles (ici en 1972) est gardée sur les chansons Room Full of Mirrors et Ezy Ryder.

Room Full Of Mirrors est un titre régulièrement joué par Jimi Hendrix en concert. Le style de la basse enregistrée ici est très différent de celui de Billy Cox, dont le jeu est plus en rondeur, moins agressif. Enregistré le 17 novembre 1969 au Record Plant par le Band of Gypsys augmenté d'un percussionniste, il semble toutefois que ce ne soit pas Billy Cox à la basse, mais bien Hendrix lui-même, tel que c'était d'ailleurs indiqué sur les notes de pochette. Les nombreuses séances consacrées à cette chanson en juin et juillet 1970 indiquent que Hendrix n'arrivait pas à obtenir un résultat à la hauteur des espérances qu'il plaçait en ce titre. Le mixage proposé ici ne serait d'ailleurs pas en accord avec ses dernières indications : la partie jouée en slide avec sa bague, en l'absence de bottleneck, serait mixée trop en avant.
Dolly Dagger fait partie des quelques titres que Jimi Hendrix a terminé de son vivant : il avait prévu de le sortir comme single, avec Night Bird Flying en face B. Hendrix a même procédé avec Eddie Kramer à son mastering le 26 août 1970. Le trio Hendrix/Cox/Mitchell est renforcé par Juma Sultan aux congas et les Ghetto Fighters (qui s'appelaient encore Arthur et Albert Allen) aux chœurs. Musicalement, Dolly Dagger est un rock funky, radicalement différent de ce que proposait The Jimi Hendrix Experience. La basse y joue un rôle nettement plus important. L'exposé du riff d'introduction qui revient tout le long du morceau est édifiante à cet égard : on y entend Billy Cox doubler le thème que Jimi Hendrix joue à la guitare (exceptionnellement avec une basse dont le son est saturé via une fuzz box). L'héritage du Band of Gypsys, où guitare et basse sont régulièrement à l'unisson, est ici manifeste. Contrairement à Noel Redding, il joue régulièrement des transitions aux moments clés du titre, jouant un rôle similaire aux breaks de batterie. Au-delà du style, notons enfin que "Dolly Dagger" montre aussi le regain de créativité de Jimi en termes d'écriture. La femme décrite par les paroles n'est nulle autre que Devon Wilson, la muse noire de Hendrix.
Ezy Ryder est un autre rescapé des séances du Band Of Gypsys (les 18 décembre 1969 et 20 janvier 1970 au Record Plant). Retravaillée lors des séances à l'Electric Lady, c'est un autre titre virtuellement terminé et sa présence dans l'album en 1997 ne souffre aucune discussion : il en existe 19 versions Live (dont une avec le Band of Gypsys). La composition est complexe, comportant de nombreux patterns. Le trio est augmenté des percussions de Billy Armstrong, et des voix de Chris Wood et de Steve Winwood, qu'on distingue très nettement sur la fin. L'introduction, inspirée d'une idée de Noel Redding (non crédité), est un modèle du genre. Le développement est une sorte de funk rock très dur, d'une efficacité redoutable. Le seul bémol concerne le mixage : la voix est trop sous-mixée, illustrant les complexes de Hendrix à ce sujet.
Drifting est la seconde ballade de l'album. Non terminé au moment du décès de Jimi Hendrix, le titre qui est une composition récente de Hendrix connaît deux ajouts post mortem : d'une part Mitch Mitchell refait sa partie de batterie (dont le jeu de cymbale en introduction est à souligner), mais d'autre part, Buzzy Linhart (qui a connu Hendrix), enregistre le 20 novembre 1970 une partie de vibraphone, dans le respect des intentions de Hendrix qui hésitait entre un vibraphone ou une autre guitare rythmique. À l'écoute, il est impossible de se douter que le titre n'était pas terminé, tant il semble achevé. La voix de Hendrix, posée et sans artifice, est émouvante. Sa maîtrise des parties de guitare inversées impressionne : la beauté des timbres est telle qu'on dirait une voix humaine par moments.
L'instrumental Beginnings est une combinaison frénétique entre rock et funk menée par un excellent duo batterie-guitare. La première interprétation officielle en concert remonte au festival de Woodstock.

#### Faces C et D
Stepping Stone est un autre rescapé du Band of Gypsys. Paru en single en avril 1970, le perfectionniste Hendrix n'était pas satisfait de la chanson. Le 26 juin 1970, avec Mitch Mitchell qui avait rejoint le groupe, il refait de nouvelles parties de guitare et ils réenregistrent la batterie. Titre aux arrangements complexes, la chanson pêche par une rythmique mal affirmée que ni Buddy Miles ni Mitch Mitchell n'arrivent à insuffler un véritable groove au morceau, et contient trop d'overdubs de guitares.

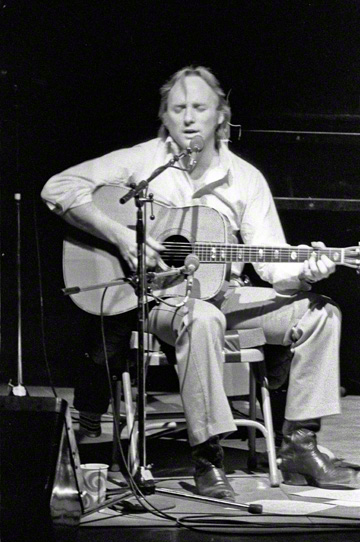
Stephen Stills (ici en 1978) a participé à l'enregistrement de My Friend en 1968.

My Friend est le seul de l'album qui n'aurait certainement pas vu le jour sous une forme ou une autre sur cet album si Jimi n'était pas mort. Pour autant, cette chute d'Electric Ladyland est une belle chanson, enregistrée le 13 mars 1968 au Sound Center, avec Kenny Pine à la guitare 12 cordes, Jimmy Mayes à la batterie, Stephen Stills au piano et le malheureux Paul Caruso à l'harmonica, exclu des crédits par Jeffery. Inspiré des déboires de la tournée scandinave de l'Experience, My Friend nous plonge dans une ambiance radicalement différente, renforcée par les overdubs donnant l'impression d'écouter le groupe autour de la table d'un pub. Un titre plus léger, mais qui évite la monotonie aussi. Ces pour ces raisons ainsi que sa présence dans l'album posthume The Cry of Love qu'Eddie Kramer décide de la publier dans l'album en 1997.
Straight Ahead est une composition récente du guitariste, dont les enregistrements Live nous permettent de voir l'évolution. Il existe en effet sept versions du trio Hendrix/Cox/Mitchell, retraçant comment Pass It On s'est mué en Straight Ahead. Moins complexe que les titres rock de la première face, c'est un titre carré dont le texte se veut dans l'air du temps. La cohésion du groupe en studio contribue à la réussite du titre, ainsi que la partie de Wah wah impressionnante qui jalonne le morceau. L'introduction de Straight Ahead est une des meilleures de toute la carrière de Hendrix. Enregistré les 17 juin et 19 juillet 1970 à l'Electric Lady Studio, le titre sera mixé le 20 août avec Eddie Kramer.
Hey Baby (New Rising Sun) est un des titres les plus prometteurs du nouvel album de Hendrix. La version reste malheureusement inachevée : c'est ce qui explique la décision d'Eddie Kramer et de John Jansen de laisser le passage où Jimi demande si « le microphone est branché ? » Pour autant, bien que ce ne soit qu'une simple démo du groupe en studio, Hey Baby (New Rising Sun) est un titre phare du répertoire Hendrixien régulièrement interprété en concert. Outre un superbe solo de guitare qui suit l'introduction du titre, l'interprétation ne souffre ici d'aucun souci majeur : combien d'auditeurs ne se sont jamais rendu compte du caractère inachevé du titre ? Il faut dire que le chant de Jimi Hendrix sert parfaitement cette composition.

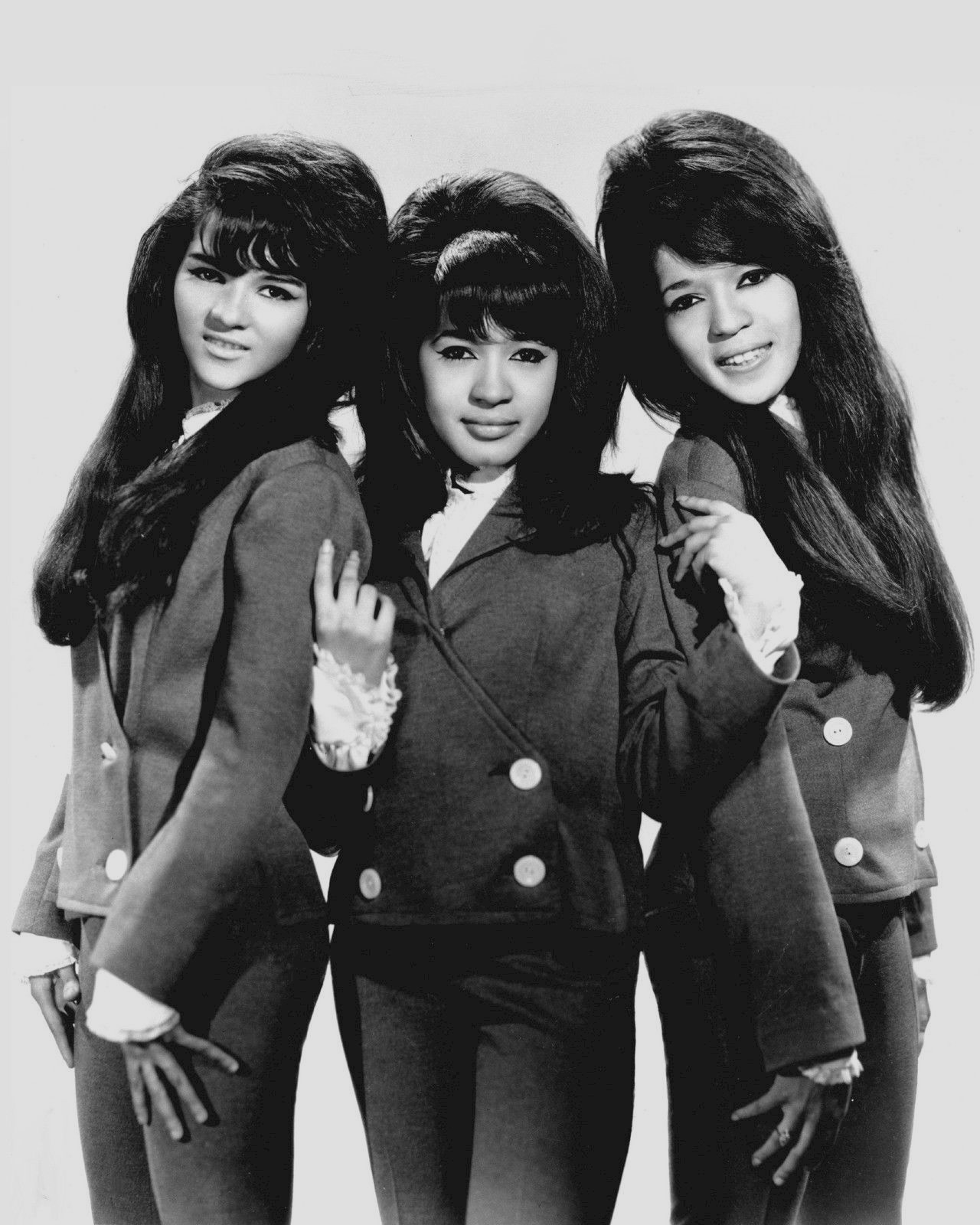
The Ronettes (ici en 1966) ont participé aux chœurs de la chanson Earth Blues.

Earth Blues est dans une veine similaire que Dolly Dagger, plus Noire encore. Le basic track a été enregistré le 19 décembre 1969 au Record Plant : c'est donc à l'origine un titre du Band of Gypsys, même s'il ne subsiste ici de la prestation de Buddy Miles que les chœurs qu'il a enregistré. Selon le site officiel, c'est le 26 juin 1970 que Mitch Mitchell l'aurait remplacé à la batterie : le jeu de toms de l'introduction est toutefois directement inspiré du style de Buddy Miles. Outre Juma Sultan aux percussions, on entend les Ronettes, invitées de marque aux chœurs. Là encore, le rôle de Billy Cox est à souligner car c'est la basse, véritable moteur, qui donne la pulsion rythmique du titre. Notons enfin la qualité de la performance vocale de Jimi Hendrix, qui dans un style vocal pas si éloigné que ça de celui de Buddy Miles s'en sort remarquablement.
Astro Man date du Band Of Gypsys, mais c'est une version du nouveau groupe augmenté de Juma Sultan, au tempo plus rapide qu'on entend ici. Enregistré à l'Electric Lady Studio les 25 juin et 19 juillet 1970, il sera mixé avec Eddie Kramer le 22 août. Parfois cité comme étant le titre le plus faible de l'album, c'est un des rares titres connus du mystérieux Black Gold évoqué par Hendrix, dont même les démos n'ont à ce jour jamais vu le jour officieusement. Les paroles sont inspirées de l'amour de Jimi Hendrix pour les Super Heroes, mais ce sont surtout les parties de guitares qui retiendront l'attention : la façon dont les riffs s'emboîtent les uns les autres en début de morceau est remarquable. Billy Cox répète ensuite une ligne de basse sur laquelle Hendrix part en solo. Le mixage de la batterie est original, avec un effet de stéréo qui donna peut-être des idées à Teo Macero pour le mixage (mais poussé à son paroxysme) du Go Ahead John de Miles Davis.
In From The Storm est en revanche publié dans une version très travaillée, issue des séances des 22 juillet, 20 et 24 août 1970. Eddie Kramer ne mixe le titre que le 29 novembre 1970. C'est une composition récente de Hendrix, montrant là encore son inspiration retrouvée. Outre le trio, notons la présence d'Emeretta Marks aux chœurs, qui contribuent largement au climat du titre, dont la légitimité de la sélection est renforcée par les 5 versions Live jouée lors de l'été 1970. C'est un rock très dur mais original à cause de son côté afro : les chœurs presque gospel et la ligne de basse sont à des années-lumière du Jeff Beck Group... dont Hendrix a repiqué le riff de leur Rice Pudding pour conclure son morceau ! Les variations de tempo de la partie consacrée au solo jouent habilement sur les climats.
C'est Belly Button Window qui clôt First Rays of the New Rising Sun. Hendrix enregistre seul à l'Electric Lady Studio le 22 août 1970 son dernier titre, un blues intimiste dont les thèmes, inspirés de la grossesse de l'amie de Mitch Mitchell et sans doute sa propre enfance, sont pour le moins originaux : la vie intra-utérine et l'avortement. Une version en trio existe dans le circuit des collectionneurs, mais elle est nettement moins réussie que cette prise, où Hendrix a tout de même pris le temps d'ajouter une guitare avec de la wah wah, puis de la mixer deux jours plus tard. Simple ébauche ou non, il n'en demeure pas moins que c'est un titre très émouvant, idéalement placé en fin d'album, montrant une tout autre face du blues que My Friend.

### Le titre
Hendrix utilisait le titre First Rays Of The New Rising Sun depuis janvier 1969 pour désigner le nouvel album en cours de travail. Eddie Kramer pensa que c'était le titre définitif et c'est le nom qui est donné à l'album paru en 1997.
Hendrix baptisa sa tournée de 1970 The Cry of Love Tour dans une interview. Pendant la tournée, Lover Man, Hear My Train A Comin', Freedom, Hey Baby (New Rising Sun), Ezy Ryder, Machine Gun, The Star-Spangled Banner, Straight Ahead, Midnight Lightning, Dolly Dagger et In from the Storm étaient jouées avec des titres connus de ses précédents albums. Le premier album studio posthume, sorti en 1971, porta le nom de la tournée.
Pendant que le travail dans son studios Electric Lady avancait, Hendrix imagina que l'opus pouvait devenir un triple album avec le titre People, Hell and Angels. En 2013, ce titre est utilisé pour un autre album posthume regroupant des enregistrements inédits.
Un mémo d’août 1970 écrite de sa main listait 25 titres sous la rubrique Songs for L.P. Strate Ahead.
Mais il a souvent évoqué d'autres titres : dans son dernier entretien (avec Keith Altham), il hésitait entre Horizon et Between Here And Horizon.

### L'œuvre inachevé

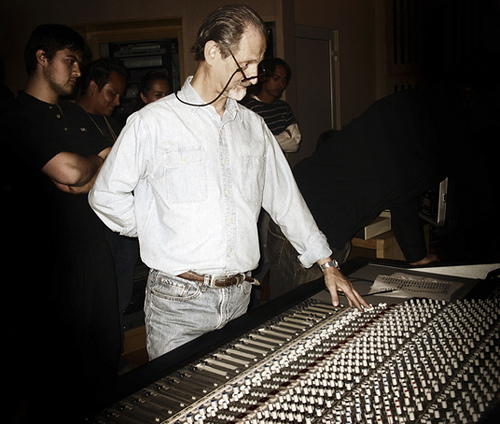
Le fidèle ingénieur du son de Hendrix, Eddie Kramer.

Jimi Hendrix avait l'intention de publier son quatrième album studio soit en double, soit en triple disques avant Noël 1970. De juin à août 1970, il progresse bien dans la réalisation de l’album dans ses nouveaux studios Electric Lady. Nombreuses chansons sont mixées les 20, 22 et 24 août. Quatre de ces mixages sont considérées comme définitifs et sont présentées à la fête d'inauguration du studio le 26 août : Dolly Dagger, Night Bird Flying, Ezy Ryder et Straight Ahead. Hendrix meurt le 18 septembre, laissant derrière lui un nombre important d'enregistrements inédits à différents stades d'achèvement. Il est impossible de savoir ce que Hendrix aurait changé ni ce qu’il aurait réellement publié, mais certains documents montrent différentes configurations d'album qu'il avait en tête. Alors qu'une bonne partie des chansons désignées n'avaient besoin que de certaines touches de finition, d'autres n'existent qu'en version démo et enfin pour certaines il n'existe pas d'enregistrement.
The Cry of Love (1971), Voodoo Soup (1995) et First Rays of the New Rising Sun (1997) qui sont officiellement sortis tentent de reconstruire l'album inachevé. First Rays of the New Rising Sun est généralement considéré comme le plus proche de la vision de Hendrix, mais dispose d’une piste qui ne serait jamais publiée sur l'album s'il était encore en vie, et omet certaines pistes que le guitariste avait choisi d'en faire partie. Tous les titres, sauf un, qui ont été enregistrés pour l’album ont finalement été publiés sous une forme ou une autre sur les albums officiels.
En attendant, au début de 1970, Jimi Hendrix a enregistré une série de chansons autobiographiques dans son appartement de Greenwich Village qu'il a intitulé Black Gold. Les bandes se composaient de 16 chansons, toutes créées par un solo Hendrix armé uniquement de sa voix et d'une guitare acoustique Martin. On y trouve des futures chansons de First Rays of the New Rising Sun (Astro Man, Drifting et Stepping Stone) ainsi que Machine Gun. Des mois plus tard, au Festival de l'île de Wight, le guitariste confiera les bandes à son batteur Mitch Mitchell pour qu'il écoute et donne son avis sur la section rythmique en vue d'un prochain enregistrement. Mais après la mort de Jimi, Mitch oubliera qu'il possède ces pièces uniques quelque part chez lui. Elles ne seront retrouvées qu'en 1992 et par la suite confiées à la famille de Hendrix. Ces bandes sont considérés le Graal pour les collectionneurs de Hendrix.
Un mémo du 24 juin 1970 de Hendrix énumère 11 chansons « ayant des pistes de bases achevées », avec les dernières entrées « Drifter’s Escape », et « Burning Desire », recevant des points d’interrogation. Ce mémo indique également obtenir les bandes d'enregistrement de Highway Chile.
Une liste élargie de 25 titres a été manuscrite par Hendrix (semble-t-il le 14 août 1970) sous la rubrique « Songs for L.P. Strate Ahead ». L’ordre de fonctionnement est le même pour les onze pistes de la liste précédente, mais de nombreuses chansons sont ajoutées entre les deux. Les chansons avec des pistes d’accompagnement complètes ont été marquées avec des croix. La liste avait également des chansons indiquées par des coches et des tirets, mais le sens de ces indications est inconnu.
Message to Love, Power of Soul, et Machine Gun sont enregistrés en studio avant la sortie de l'album live Band of Gypsys. Hendrix semblait penser que la sortie de versions studio de ces chansons serait régressive et pas en phase avec ses idées pour le nouvel album. Néanmoins, un mix de Power of Soul avec un nouvel effet delay sur l'intro et un mix de Message to Love sont créés le 22 août 1970.
Une autre liste sur une boîte de bande détaille la configuration pour trois faces d’un double album avec le titre First Rays Of The New Rising Sun. La face D est laissée vide et deux pistes sont apparues deux fois, sur deux faces différentes, :
Face A
1. Dolly Dagger
2. Night Bird Flying
3. Room Full of Mirrors
4. Belly Button Window
5. Freedom

Face B
1. Ezy Ryder
2. Astro Man
3. Drifting
4. Straight Ahead

Face C
1. Night Bird Flying [cité deux fois]
2. Drifter's Escape
3. Come Down Hard On Me
4. Beginnings
5. Cherokee Mist
6. Angel

Face D : Aucune indication.
On constate que trois des titres datant du Band of Gypsys, présents sur First Rays of the New Rising Sun sont incertains : Earth Blues, Izabella et Stepping Stone. Mais peut-être ces titres étaient-ils suffisamment avancés pour que Jimi Hendrix ne revienne pas dessus lors de ses dernières séances ?[style à revoir]
Le tableau suivant montre l'état d'avancement de l'album au 26 août 1970 (avec les diverses listes de titres).
| Titre                        | Statut d'avancement au 26 août 1970 | Dernière session de travail | Liste manuscrite cassette | Liste Strate Ahead | Liste du 24 juin 1970 | Interprétation en concert | Parution                                 | Commentaires |
| ---------------------------- | ----------------------------------- | --------------------------- | ------------------------- | ------------------ | --------------------- | ------------------------- | ---------------------------------------- | --- |
| Ezy Ryder                    | Terminée                            | 22 août 1970 (mixage)       | B1                        | 01                 | 01                    | 23x                       | First Rays of the New Rising Sun 07      | Présentée à l'inauguration du studio Electric Lady (26 août 1970) |
| Room Full of Mirrors         | Presque terminée                    | 20 août 1970 (mixage)       | A3                        | 02                 | 02                    | 19x                       | First Rays of the New Rising Sun 05      | |
| Earth Blues                  | Mix de travail                      | 22 août 1970 (mixage)       | -                         | 03                 | 03                    | -                         | The Jimi Hendrix Experience Box Set 4.02 | Un nouveau mixage est réalisé en 1971 par Eddie Kramer and John Jansen puis utilisé pour l'album First Rays of the New Rising Sun. Le mix brute du 22 août 1970 est disponible en 2000 dans le coffret The Jimi Hendrix Experience Box Set                                                    |
| Valleys of Neptune           | Démo                                | 26 juin 1970                | -                         | 04                 | -                     | -                         | Valleys of Neptune 02                    | La version disponible en 2010 sur l'album homonyme est un mix réalisé par Eddie Kramer en 2010 qui combine deux prises différentes |
| Straight Ahead               | Terminée                            | 25 août 1970 (mixage)       | B4                        | 05                 | 04                    | -                         | First Rays of the New Rising Sun 12      | Présentée à l'inauguration du studio Electric Lady (26 août 1970) avec le mixage du 20 août 1970. Les mixages des 22 et 25 août ne sont pas gardés. |
| Cherokee Mist (instrumental) | Mix de travail                      | 22 août 1970 (mixage)       | C5                        | 06                 | -                     | -                         | The Jimi Hendrix Experience 4.09         | La version disponible fut mixée par Kramer à partir de l'enregistrement du 24 juin 1970. Le mix du 22 août 1970 est confusement intitulé Cherokee Mist (Valleys of Neptune) officiellement |
| Freedom                      | Presque terminée                    | 24 août 1970 (mixage)       | A5/B5                     | 07                 | 05                    | 23x                       | First Rays of the New Rising Sun 01      | Hendrix voulait remplacer 8 secondes de guitare rythmique |
| Stepping Stone               | Presque terminée                    | 26 juin 1970                | -                         | 08                 | 06                    | -                         | First Rays of the New Rising Sun 10      | Après la publication du single, Hendrix remplaça la batterie de Buddy Miles par Mitch Michell et rajouta de nouvelles parties de guitares et vocale. |
| Izabella                     | Terminée                            | juin 1970 (mixage)          | -                         | 09                 | 07                    | -                         | First Rays of the New Rising Sun 02      | Après la publication du single, Hendrix voulu un nouveau mixage avec une nouvelle partie de batterie et de nouvelles guitares. |
| Astro Man                    | Presque terminée                    | 22 août 1970 (mixage)       | B2                        | 10                 | 08                    | -                         | First Rays of the New Rising Sun 15      | Des petites retouches finaux étaient programmés |
| Drifter's Escape             | Presque terminée                    | 22 août 1970 (mixage)       | C2                        | 11                 | 10                    | -                         | South Saturn Delta 14                    | Hendrix avait prévu de refaire certains ajouts de guitares. |
| Angel                        | Mix de travail                      | 20 août 1970 (mixage)       | C6                        | 12                 | -                     | -                         | First Rays of the New Rising Sun 04      | Hendrix voulait affiner davantage la chanson. En novembre 1970 Kramer fit un nouveau mixage avec une nouvelle partie de batterie de Mitch Mitchell. |
| Bleeding Heart               | Mix de travail                      | juin 1970                   | -                         | 13                 | -                     | -                         | South Saturn Delta 12                    | |
| Burning Desire               | Démo                                | 23 janvier 1970             | -                         | 14                 | 11                    | -                         | West Coast Seattle Boy 4.02              | Hendrix n'était pas certain que l'enregistrement de base soit complet le 24 juin 1970. Une prise instrumentale datant du 16 janvier 1970 est disponible sur West Coast Seattle Boy et une prise de répétition de décembre 1969 (avec le chant) sur le bootleg The Baggy's Rehearsal Sessions. |
| Night Bird Flying            | Terminée                            | 24 août 1970 (mixage)       | A2 / C1                   | 15                 | 09                    | -                         | First Rays of the New Rising Sun 03      | Présentée à l'inauguration du studio Electric Lady (26 août 1970), mastérisé pour une parution en single |
| Electric Lady                | Non identifiée                      |                             | -                         | 16                 | -                     |                           | -                                        | Indiquée comme un "slow" |
| Hear My Train A Comin'       | Démo                                | 21 mai 1969                 | -                         | 17                 | -                     | 50x                       | People, Hell and Angels 03               | Enregistrée plusieurs fois sans avoir de version définitive. Kramer indiqua que la fin de la prise 2 fut mixée avec la prise 3 (de la session du 21 mai 1969) en 2013. |
| Lover Man                    | Mix de travail                      | 20 juillet 1970             | -                         | 18                 | -                     | 24x                       | The Jimi Hendrix Experience 4.07         | Le mix brut du 20 juillet n'était pas satisfaisant, mais Hendrix ne travailla plus cette chanson par la suite. La version disponible est un nouveau mixage de 1999 par Eddie Kramer |
| Midnight Lightning           | Démo                                |                             | -                         | 19                 | -                     | 1x                        | South Saturn Delta 15                    | |
| Heaven Has No Tomorrow       | Démo                                | 26 juin 1970                | -                         | 20                 | -                     |                           |                                          | |
| Sending My Love              | Démo                                | 16 janvier 1970             | -                         | 21                 | -                     |                           | Both Sides of the Sky 12                 | a.k.a. Send My Love To Linda |
| This Little Boy              | Non identifiée                      |                             | -                         | 22                 | -                     | -                         |                                          | |
| Locomotion                   | Non identifiée                      |                             | -                         | 23                 | -                     | -                         |                                          | |
| Dolly Dagger                 | Terminée                            | 24 août 1970 (mixage)       | A1                        | 24                 | -                     | 2x                        | First Rays of the New Rising Sun 06      | Présentée à l'inauguration du studio Electric Lady (26 août 1970), mastérisé pour une parution en single |
| Hey Baby (New Rising Sun)    | Démo                                | 1er juillet 1970            | -                         | 25                 | -                     | 16x                       | First Rays of the New Rising Sun 13      | L'enregistrement utilisé est une démo avec un guide vocal. La chanson était de loin inachevée. |
| Belly Button Window          | Démo mixée brut                     | 24 août 1970 (mixage)       | A4                        | -                  | -                     | -                         | First Rays of the New Rising Sun 17      | Un mix préparatoire de ce blues est enregistré le 20 août 1970, mais Hendrix et Kramer préfèrent de loin la démo avec juste la guitare de Hendrix. C'est cette version qui est mixée le 24 août.                                                                                              |
| Drifting                     | Mix de travail                      | 20 août 1970 (mixage)       | B3                        | -                  | -                     | -                         | First Rays of the New Rising Sun 08      | Hendrix avait prévu d'ajouter, soit une guitare rythmique, soit un vibraphone. Plus tard après la mort du guitariste, Kramer termine la chanson avec le vibraphone joué par Buzzy Linhart et la batterie de Mitch.                                                                            |
| Come Down Hard On Me         | Mix de travail                      | 22 août 1970 (mixage)       | C3                        | -                  | -                     | -                         | The Jimi Hendrix Experience 4.10         | |
| Beginnings                   | Mix de travail                      | 22 août 1970 (mixage)       | C4                        | -                  | -                     | 3x                        | First Rays of the New Rising Sun 09      | La version disponible est un mix de 1972 réalisé par Eddie Kramer et John Jansen. |
| In From The Storm            | Presque terminée                    | 22 août 1970 (mixage)       | -                         | -                  | -                     | 5x                        | West Coast Seattle Boy 4.07              | Mixé plusieurs fois en août, mais Hendrix n'avait pas encore approuvé lequel serait le mixage définitif. Le mixage utilisé est celui du 20 août. |
| Power of Soul                | Mix de travail                      | 22 août 1970 (mixage)       | -                         | -                  | -                     | 6x                        | Both Sides of the Sky 06                 | Déjà paru dans l'album live Band of Gypsys en 1970 |
| Message to Love              | Mix de travail                      | 22 août 1970 (mixage)       | -                         | -                  | -                     | 6x                        | West Coast Seattle Boy 3.11              | Déjà paru dans l'album live Band of Gypsys en 1970 |

Le travail d'août 1970 est réservé à la finalisation des morceaux de l'album avec des overdubs et des séances de mixage. Certaines pistes qui ont retenu l'attention lors de ces sessions de mixage n'ont pas été incluses dans les listes (peut-être parce que de nouveaux enregistrements sont faits après la compilation des listes):
- Beginnings: une piste instrumentale qui est développée à partir d'une jam créée par Mitch Mitchell avec Jimi pendant les répétitions avant le concert de Woodstock durant laquelle elle est jouée sur scène. L'enregistrement studio du morceau date du 22 août 1970 où un mix de travail est également réalisé.
- In From the Storm: la guitare solo et overdubs vocaux sont enregistrés le 20 août 1970, un mix de travail est créé deux jours plus tard.
- Belly Button Window: une piste de base avec l'Experience est enregistrée le 23 août 1970. Hendrix a également enregistré seul une démo très différente le 22 août 1970 et a fait un mix de travail avec Kramer le 24 août 1970. C'est la version démo qui est par la suite utilisée dans l'album.

Presque tous les enregistrements au studio Electric Lady ont été réalisés avec l'album prévu, mais certains étaient des jams fortuites ou des compositions abandonnées:
- Message to Love et Power of Soul : bien que mixées le 22 août 1970, ces deux chansons sont abandonnées par l'artiste depuis leur parution dans l'album live Band of Gypsys.
- Drifter's Escape : mixée le 22 août 1970, la reprise de Bob Dylan était considérée comme presque terminée. Mais l'interprétation est incertaine et moins convaincante que la reprise All Along the Watchtower. Hendrix avait prévu de refaire les parties de guitares.
- Bleeding Heart : Enregistrée le 24 mars 1970 et mixée en juin 1970, cette reprise bien interprétée semble abandonnée par le guitariste.
- Come Down Hard On Me : Enregistré le 15 juillet 1970, le titre à l'état de démo bien avancé a une composition et un thème proche de la reprise Bleeding Heart.
- Valleys of Neptune
- Cherokee Mist (instrumental) : Enregistré le 24 juin 1970, le titre est une ébauche instrumentale inachevée.
- Burning Desire
- Hear My Train A Comin'
- Lover Man
- Heaven Has No Tomorrow
- Sending My Love
- Lonely Avenue
- Midnight Lightning : Enregistrée en trois prises, le titre est une ébauche instrumentale inachevée.
- All God's Children : Un instrumental enregistré le 15 juin 1970 sur lequel Hendrix avait l'intention d'ajouter le chant plus tard.[57]
- Messing Around : Un instrumental funk enregistré le 16 juin 1970 en vingt prises avant d'être abandonné. [58]
- Bolero: Un instrumental enregistré le 1er juillet 1970, précédant Hey Baby (New Rising Sun) (censé enchainer ensemble comme enregistré, mais non disponible avant 2010).[59] Aucun autre travail ne semble avoir été fait sur la piste avant que Eddie Kramer la mixe pour la sortir sur West Coast Seattle Boy en 2010.
- Pali Gap: Ce titre est une partie d'une jam instrumentale de 10 minutes environ enregistré le 1er juillet 1970. Hendrix s'est rendu compte qu'il avait un certain potentiel et a ajouté une deuxième guitare à ce qui serait marqué comme Slow Part sur la liste manuscrite cassette. Kramer affirme qu'il n'a jamais été prévu de figurer sur l'album prévu. Michael Jeffrey lui a ensuite donné le titre Pali Gap pour lier au lieu hawaïen où se déroule le documentaire Rainbow Bridge dont l'album homonyme était censé être la bande son (en réalité le disque n'a rien à voir avec le film en dehors d'un coup de communication du manager).[60]
- Slow Blues: Cette jam de moins de trois minutes est enregistrée partiellement le 20 août 1970.[61] Un extrait de 1:46 est publié dans le coffret The Jimi Hendrix Experience box set en 2000. La légende dit qu'il est le dernier enregistrement du vivant du guitariste, ce qui est absolument faux (en dehors des derniers ajouts effectués entre le 20 et 24 août, c'est Belly Button Window qui est la dernière à être complètement enregistrée).
- This Little Boy, Locomotion et Electric Lady : Ces trois chansons n'ont pas été enregistrées du vivant du guitariste et ne sont restées que sur le papier.

Après la mort du guitariste, Mike Jeffery, pour des raisons commerciales évidentes, demanda à Eddie Kramer de ne tirer qu'un simple album, The Cry of Love, laissant ainsi du matériel pour les albums suivants, dont l'excellent Rainbow Bridge et les fonds de tiroirs War Heores. En termes de légitimité, on peut estimer que The Cry of Love dépasse ces deux disques : Eddie Kramer avait alors travaillé avec Mitch Mitchell, le collaborateur le plus important de Jimi Hendrix, alors que les sessions étaient encore récentes. Pour autant, Hendrix n'ayant pas eu le temps de terminer son album, le réduire à un seul 33 tours n'avait rien d'une hérésie car le projet étant à jamais inabouti. Alan Douglas s'y essaie en 1995 en publiant Voodoo Soup. En 1997, Experience Hendrix charge Eddie Kramer de réaliser First Rays of the New Rising Sun en respectant au mieux la vision de Hendrix.

## Liste des chansons
Toutes les chansons sont écrites et composées par Jimi Hendrix.
| 1.  | Freedom                     | 25 juin 1970, 14 juillet 1970, 19 juillet 1970, 14 août 1970 et 20 août 1970 aux studios Electric Lady                                                         | 3:27 |
| 2.  | Izabella                    | 17 janvier 1970 à Record Plant Studios, New York, puis overdubs en juin 1970 aux studios Electric Lady                                                         | 2:50 |
| 3.  | Night Bird Flying           | 16 juin 1970, 19 juillet 1970 et 22 août 1970 aux studios Electric Lady                                                                                        | 3:50 |
| 4.  | Angel                       | 23 juillet 1970 aux studios Electric Lady, puis overdubs post-mortem le 19 octobre 1970 aux studios Electric Lady                                              | 4:22 |
| 5.  | Room Full of Mirrors        | 17 décembre 1969 à Record Plant Studios, New York puis overdubs en juin, juillet et le 20 août 1970 aux studios Electric Lady                                  | 3:20 |
| 6.  | Dolly Dagger                | 1er juillet 1970 (piste de base), puis overdubs les 15, 19 et 20 juillet et 14, 18 août et 24 août 1970 aux studios Electric Lady                              | 4:44 |
| 7.  | Ezy Ryder                   | 18 décembre 1969 et 20 janvier 1970 à Record Plant Studios puis overdubs les 15 et 18 juin, le 2 juillet et le 22 août 1970 aux studios Electric Lady          | 4:09 |
| 8.  | Drifting                    | 25 juin 1970, 29 juin 1970, 23 juillet 1970 et 20 août 1970 aux studios Electric Lady, puis overdubs post-mortem le 20 novembre 1970 aux studios Electric Lady | 3:48 |
| 9.  | Beginnings (Mitch Mitchell) | 1er juillet 1970 et 22 août 1970 à l'Electric Lady Studios à New York                                                                                          | 4:13 |
| 10. | Stepping Stone              | 7 janvier 1970, 17 janvier 1970 et 20 janvier 1970 à Record Plant Studios puis overdubs le 26 juin 1970 aux studios Electric Lady                              | 4:12 |
| 11. | My Friend                   | 13 et 14 mars 1968 à Sound Center | 4:36 |
| 12. | Straight Ahead              | 17 juin 1970 et 19 juillet 1970 aux studios Electric Lady | 4:42 |
| 13. | Hey Baby (New Rising Sun)   | 1er juillet 1970 aux studios Electric Lady | 6:04 |
| 14. | Earth Blues                 | 19 décembre 1969 au Record Plant Studios et 26 juin 1970 aux Studios Electric Lady                                                                             | 4:21 |
| 15. | Astro Man                   | 25 juin 1970, 19 juillet 1970 et 22 août 1970 aux studios Electric Lady                                                                                        | 3:34 |
| 16. | In From the Storm           | 22 juillet 1970, 20 août 1970 et 24 août 1970 aux studios Electric Lady                                                                                        | 3:41 |
| 17. | Belly Button Window         | 22 août 1970 aux studios Electric Lady | 3:36 |

## Personnel
The Jimi hendrix Experience
- Jimi Hendrix : Chant, guitares, basse sur My Friend, chœurs sur Earth Blues et In from the Storm, production, mixage sur Freedom, Night Bird Flying, Dolly Dagger, Room Full of Mirrors, Ezy Ryder
- Billy Cox : basse (sauf My Friend et Belly Button Window), chœurs sur Earth Blues et In from the Storm
- Mitch Mitchell : batterie (sauf Room Full of Mirrors, Ezy Ryder, My Friend et Belly Button Window), production (sauf Izabella, Beginnings et Stepping Stone), mixage sur Angel

Musiciens additionnels
- Albert et Arthur Allen (the Ghetto Fighters) : chœurs sur Freedom, Izabella, Dolly Dagger et Stepping Stone
- The Ronettes (Veronica Bennett, Estelle Bennett, Nedra Talley) : chœurs sur Earth Blues
- Juma Sultan : percussion sur Freedom, Dolly Dagger, Beginnings, Hey Baby (The New Rising Sun), Earth Blues et Astro Man
- Buddy Miles : batterie sur Room Full of Mirrors et Ezy Ryder, chœurs sur Earth Blues
- Billy Armstrong : percussion sur Ezy Rider
- Buzzy Linhart : vibraphone sur Drifting
- Emmeretta Marks : chœurs sur In from the Storm
- Steve Winwood et Chris Wood (de Traffic) : chœurs sur Ezy Ryder
- Kenny Pine : guitare 12-cordes sur My Friend
- Jimmy Mayes : drums sur My Friend
- Stephen Stills : piano sur My Friend
- Paul Caruso : harmonica sur My Friend

Equipe technique
- Eddie Kramer : production, ingénieur du son, mixage, photographies, remasterisation
- John Jansen : production sur Izabella, Room Full of Mirrors, Dolly Dagger, Beginnings, Stepping Stone, Hey Baby (New Rising Sun), Earth Blues; mixage sur Izabella, Beginnings, Stepping Stone, Hey Baby (New Rising Sun), Earth Blues
- Tony Bongiovi : ingénieur du son sur Room Full of Mirrors
- Jack Abrams : ingénieur du son sur Ezy Ryder (1969)
- Bob Hughes : ingénieur du son sur Ezy Ryder (1970), Earth Blues (1970)
- Bob Cotto : ingénieur du son sur Earth Blues (1969)
- John McDermott : notes du livret CD, remastérisation